# EXistenZ – Az élet játék
Az eXistenZ – Az élet játék (eredeti cím: eXistenZ) David Cronenberg 1999-ben bemutatott kanadai–brit–francia film noir sci-fi filmje Jennifer Jason Leigh és Jude Law főszereplésével.
Az eXistenZ világa egy biológiai, genetikai úton kifejlesztett bioinformatikai világ, amelyben a genetikailag módosított vagy létrehozott élőlények szerveinek felhasználásával, összeépítésével készítenek különféle fantasztikus szerkezeteket, számítógépet, játékkonzolt, sőt mobiltelefont, de más extrém biomechanikai szerkezeteket és különféle kedves vagy visszataszító genetikai kreatúrát, mutánst is.
De mint kiderül, mindez csupán egy virtuális valóságban játszódó kollektív szerepjáték. És hamarosan felmerül a mára már klasszikussá vált kérdésː hol kezdődik a virtuális és hol a valódi valóság?
Ezekkel a jegyekkel a film a cyberpunk besorolási rendszer szerint a biopunk műfaji kategóriába sorolható.
A film érdekes magyar vonatkozásai, hogy producerei között van Andras Hamori és Robert Lantos; a szereplők között kisebb szerepben feltűnik Koós Balázs. A Kiri Vinokurt alakító Ian Holm a síparadicsom egyik bungalójában berendezett laborjában asszisztensének az angol nyelvű változatban félig elgondolkodva, félig szórakozottan azt mondja magyarulː „Köszönöm, köszönöm, köszönöm ...” (Feltehetően magyar asszisztensének kedveskedve a magyar szó felidézésével.)

## Szereplők
- Allegra Geller – Jennifer Jason Leigh (Timkó Eszter)
- Ted Pikul – Jude Law (Schnell Ádám)
- Kiri Vinokur – Ian Holm (Szersén Gyula)
- Gas – Willem Dafoe (Balázsi Gyula)
- Yevgeny Nourish – Don McKellar (Pusztaszeri Kornél)
- Hugo Carlaw – Callum Keith Rennie (Seder Gábor)
- Levi, szemináriumvezető – Christopher Eccleston (Juhász György)
- Merle – Sarah Polley
- D'Arcy Nader – Robert A. Silverman (Csuha Lajos)
- Kínai pincér – Oscar Hsu (Kapácsy Miklós)
- Noel Dichter – Kris Lemche (Markovics Tamás)
- Asszisztens – Vik Sahay
- Asszisztensnő – Kirsten Johnson
- Landry – James Kirchner
- Önkéntes – Koós Balázs|Balázs Koós
- Önkéntes – Stephanie Belding
- Munkás a pisztráng farmon – Gerry Quigley

## A történet
Az Antenna Intézet (Antenna research) új bioinformatikai virtuális valóság játékát mutatja be. A rajongók nagy örömére a tucatnyi első próbajátékos csoportban van az eXistenZ tervezője és megalkotója, a kissé félénk programozózseni, Allegra Geller is, aki már korábban is sok nagy sikerű játékot tervezett. Azonban a bemutató közben a bioinformatikai eszközök és virtuális valóság játékok ellen fellépő terrorcsoport, a Realisták tagja hirtelen előlép és lelövi Allegrát és a bemutató házigazdáját, aki a biztonsági őrt kéri meg, próbálja meg biztonságba helyezni a sebesült, ájult nőt. Ted a zűrzavarban felkapja Allegrát, és ócska Land Roverével elmenekülnek. Ted kiszedi Allegra vállából a visszataszító biomechanikus pisztoly lövedékét, ami meglepetésükre egy emberi fog. És feltehetően nem is valami genetikai manipuláció terméke, mivel az egyik odvasnak és kopottnak látszik.
Mikor Allegra némileg magához tér, ellenőrizni akarja, hogy a játék egyetlen példánya nem sérült-e meg, azonban a kollektív játékhoz szüksége lenne legalább még egy játékosra, Tednek azonban nincs bioportja. A nő ráveszi Tedet a bioport beültetésére, és az éjszaka közepén elindulnak illegális bioport-beültetőt találni. A közeli autószerelőnél, benzinkutasnál érdeklődnek, aki mint kiderült, szintén szenvedélyes játékos és épp Allegra titkos csodálója. Vállalja is a port belövését a cseppet sem higiénikus környezetben és eszközökkel. Ám kiderül, rajongását csak színlelte, és szándékosan hibás bioportot ültetett be, amitől a játékkonzol meghibásodik, majd a férfi rátámad Allegrára is. Ted az otromba portbelövő készülékkel teszi ártalmatlanná. A torkát találja el.

Nincs más lehetőség, mint felkeresni Allegra régi, kedves mesterét, Kiri Vinokurt, akinek laborja egy nyáridőben kihalt síparadicsom egyik bungalójában működik. Kiri Ted Pikul hibás portját is kicseréli. Így végre kipróbálhatják az eXistenZt. Egy játékboltban kezdődik a játék: kipróbálnak egy ebben a valóságsíkban létező játékot.

A specialitás

Úgy tűnik, ezek a játékok nemcsak a szereplőik személyiségével vannak erős interakcióban, de az emlékeikben jelenlévő valóságfoszlányokkal is. És álomszerűen merülnek fel a szereplők és a környezet más-más funkcióban. Ebben a játék-a-játékban, a Cortical Systematics (Agykéreg Szisztéma) Kínai étterem című játékában kémként kell beépülniük egy pisztráng farmnak álcázott bioinformatikai eszközök gyártására szakosodott üzembe, ami egy mutáns állatok genetikai farmjának és egy csirkegyár vagy mészárszék bizarr egyvelegének tűnik belső-ázsiai higiéniai viszonyok és munkakörülmények között.
Itt kapják a további feladatot, hogy likvidálják a farmhoz kapcsolódó kínai étterem pincérét. De Yevgeny Nouris valójában kettős ügynök, és így a pincér személyében Ted a saját kontaktszemélyüket lövi le. Miután visszatérnek, csatlakoztatnak egy fertőzött konzolt, ami Yevgeny Nouris beavatkozása nyomán szétrobban és halálos spórákkal teríti be a környéket. Allegráék fertőzötten térnek vissza. És hamarosan Realista felkelők árasztják el a környéket. Egyikük szétlövi a konzolt.
Allegra lelövi a segítségükre siető Kiri Vinokurt, majd távindítóval felrobbantja Ted fertőtlenítő kapszuláját. Így egyedüli túlélőként azt hiszi, ő nyerte meg a játékot. Az erdei tisztáson megjelenő templomi padsor, majd a fején előtűnő, nyilván az agyat és érzékszerveket manipuláló fémsapka megjelenése jelzi, hogy tényleg kezd visszatérni a játékból. Ezek szerint a valóság, amelyben az eXistenZt játszották, maga is virtuális valóság volt az összes nyomasztó, bizarr biotechnológiai kellékkel együtt.

„Halál a démoni Yevgeny Nourisraǃ Halál a PilgrImagereǃ Halál a transCendenZreǃ”

 Teljesen kilépve a játékból és feleszmélve kiderül, hogy mindez valójában a Kalander T (PilgrImage) játékgyártó cég transCendenZ játéka volt, amelynek tervezője Yevgeny Nouris. Allegra és Ted pedig valójában csupán egy játékrajongó pár. Minden időközben magához tért játékosnak tetszik a PilgrImage legújabb, még tökéletesebb produkciója, és lelkesen ünneplik Yevgeny Nourist. A férfi azonban némi aggodalommal fogadja a gratulációkat. A játék során nagyon erős játékellenes érzelmeket és agressziót érzett, de nem tudja, melyik játékos lehet felelős ezért. Balsejtelmei igazolódnak, mikor Allegra és Ted távozóban hozzá lép, fegyvert rántanak és asszisztensével együtt szitává lövik. Az ajtónál a biztonsági őrbe, a játékból ismert kínai pincérbe botlanak. Ráfogják a fegyverüket, de a kétségbeesett kínai meghökkenti és elbizonytalanítja őketː Ez már a valóság?

## A forgatási helyszínek
- Rockwood Természetvédelmi Terület (Rockwood Conservation Area), Ontario tartomány, Kanada
- Toronto, Ontario tartomány, Kanada

## Érdekességek
- Az existenz a német filozófia műszavaː a Lét, Létezés – filozófiai értelemben. (Köznapi értelemben is.)

transCendenZ <- transzcendencia
Cortical Systematics (a magyar szinkron szerintː Agykéreg Szisztéma) <- Kortikális rendszerek <- Agykéreg (Cortex cerebri)
PilgrImage (magyar szinkron szerintː Kalander T) <- pilgrimage (zarándoklat) angol szóból
- A filmben non-published feature-ként Allegra hajviselete is eligazít a virtuális valóság szintek közöttː a transCendenZben egyenes hajtincsei között vannak hullámos tincsek, az eXistenZben hullámos a frizurája, a „valóság”-ban pedig egyenes. A Kínai étterem jeleneteiben alkalmilag kontyszerűen feltűzve.
- Néhány kritikus a két magyar származású producer szándékának tudja be, hogy az eXistenZ márkanév közepén felfedezhető az isten szó. Arra, hogy ez egy Istentől elhagyott, vallás utáni, valláspótlékokkal teli világ, utalhat a közösségi épületté átalakított kis vidéki templom, amit a bemutató számára béreltek ki.
- Az alkotók érdekes hatást értek el azzal, hogy amint az egyes valóságszintek déjá vu-szerűen emlékeztetnek egymásra, úgy emlékeztetik a nézőket a saját emlékeikre egyes jelenetek motívumai. A játéktervező oldalán sorban a hat-hat játékossal az utolsó vacsora képét idézi. A felső kameraállásban felvett utolsó jelenet mintha a Patricia Hearstről készült biztonsági kamera felvételére emlékeztetne. (Patricia Hearst ott a bankban az ultrabalos terrorszervezet szlogenjeit kiabálta.) A magyar nézőket a film vége felé a sötétben Allegra és Ted körül a fák között felvillanó gránátok esetleg a Psyché hasonló jelenetére emlékeztethetik. Azok a nézők, akiknél ez az effektus működik, némileg csatlakoznak ezzel a film valóságszintjeihez.
- Cronenberg korábbi, 1991-es Meztelen ebéd című filmje egy kábítószeres virtuális valóság megjelenítése néhány hasonlóan bizarr helyzettel és élőlénnyel.
- A moteljelenetben a Perky Pat's gyorsétteremben vásárolt vacsora után vannak. A gyorsétterem neve utalás Philip K. Dick Pisze Pat idejében című novellájára, illetve Palmer Eldritch három stigmája című regényére, amelyekben Pisze Pat egy baba.

## Díjak
- 1999 – Berlini Nemzetközi Filmfesztivál, Ezüst Medve díj a kiemelkedő művészi teljesítményért, David Cronenberg
- Amsterdam Fantastic Film Festivalː Silver Scream díj, David Cronenberg
- Genie Awardsː Legjobb szerkesztés díja: Ronald Sanders vágó

## Jelölések
- 1999 – Berlini Nemzetközi Filmfesztivál, Arany Medve, David Cronenberg
- Genie Awardsː
  - Legjobb művészeti/gyártási tervek: Carol Spier és Elinor Rose Galbraith, valamint
  - Legjobb film: David Cronenberg, Robert Lantos és Andras Hamori
- Golden Reel Awards: Külföldi film kategóriában legjobb hang: David Evans, Wayne Griffin, Mark Gingras, John Laing, Tom Bjelic és Paul Shikata
- Saturn Awardsː A Legjobb Science Fiction Film (a Mátrixal szemben vesztett)

## Dokumentumfilm
Elsősorban a film látványterveivel kapcsolatos werkfilmszerű dokumentumfilm készült az alkotókkal a Frame by Frame (~Képkockáról képkockára) című sorozat keretébenː
- The Invisible Art of Production Designer Carol Spier (~Carol Spier látványtervező láthatatlan művészete), kanadai dokumentumfilm, 1999, rendezteː Katherine A. Jeans online